# Drigstrup Kirke
Drigstrup Kirke ligger i landsbyen Drigstrup ca. 3 km V for Kerteminde (Region Syddanmark). Indtil Kommunalreformen i 2007 lå det i Kerteminde Kommune (Fyns Amt), og indtil Kommunalreformen i 1970 lå det i Bjerge Herred (Odense Amt).
Kirken var i middelalderen viet til Sankt Nikolaus. Kor og skib er opført i romansk tid af kampesten med tilhugne hjørnekvadre over skråkantsokkel.
Den retkantede sydportal er bevaret. Tårn og våbenhus er opført omkring reformationstiden, tårnet har blændingsgavle af den nordfynske type, våbenhuset har tre spidsbueblændinger i gavlen. På kirkegården ses gravsten over Fritz Syberg og hans hustru Gudrun. Ved vestmuren står et relief udført af sønnen Hans Syberg, relieffet fremstiller Fritz Syberg ved staffeliet. Relieffet var tidligere flankeret af mindre relieffer, der refererede til kunstnerens værker, disse relieffer er nu placeret i våbenhuset. På kirkegården ligger hans børn Besse Giersing og Frantz Syberg begravet.
Kirken har fået indbygget hvælv i sengotisk tid. Altertavlen er en kopi efter Murillo, opsat i 1924. I skibet ses to tidligere altermalerier. Prædikestolen i barok dateres til 1703. Over korbuen hænger et sengotisk korbuekrucifiks. I 1971 afdækkede E. Lind kalkmalerier i korhvælvet, kalkmalerierne dateres til 1500-20. Her ses flere indvielseskors samt modstillet mand og kvinde, der har karakter af spottefigurer.
Den romanske granitfont er en monolit med tovstav under mundingsranden, selve mundingens topflade har rille, på kummen ses rankeværk, mellem rankerne anes figurer med oprakte arme og krydsende linjer, alt ret primitivt hugget, den firkantede fod har rankeværk på siderne og tovstave samt knopper på hjørnerne.
- Drigstrup Kirke fra sydøst
- Drigstrup Kirke fra øst
- Drigstrup Kirke fra nordøst
- Drigstrup Kirke fra nordvest
- Drigstrup Kirke fra vest
- Drigstrup Kirkes tårn fra syd
- Drigstrup Kirkes tårn fra nord
- Drigstrup Kirkes tårnindgang
- Drigstrup Kirke indefra
- Drigstrup Kirke indefra
- Drigstrup Kirkes alter
- Drigstrup Kirkes alterbillede
- Drigstrup Kirkes prædikestol
- Drigstrup Kirkes døbefont
- Drigstrup Kirkes orgel
- Drigstrup Kirkes kirkeskib
- Kors i Drigstrup Kirke
- Maleri i Drigstrup Kirke
- Maleri i Drigstrup Kirke
- Drigstrup Kirkes dør fra forrummet
- Drigstrup Kirkes dør fra kirkerummet
- Tavle i Drigstrup Kirke. Motivet er "Adam og eva"
- Tavle i Drigstrup Kirke. Motivet er H.C. Andersens "Historien om en moder"

## Eksterne kilder og henvisninger
- Wikimedia Commons har flere filer relateret til Drigstrup Kirke
- Drigstrup Kirke Arkiveret 7. februar 2018 hos  Wayback Machine hos danmarkskirker.natmus.dk (Danmarks Kirker, Nationalmuseet).

- Drigstrup Kirke Arkiveret 31. januar 2011 hos  Wayback Machine hos nordenskirker.dk
- Drigstrup Kirke Arkiveret 19. september 2015 hos  Wayback Machine hos KortTilKirken.dk